# Hajiabad (Hormozgan)
Hājīābād (farsi حاجی‌آباد) è il capoluogo dello shahrestān di Hajiabad, circoscrizione Centrale, nella provincia di Hormozgan, Iran. Si trova circa 100 km a nord di Bandar Abbas. Aveva, nel 2006, una popolazione di 20.264 abitanti.